# Albert von Boguslawski

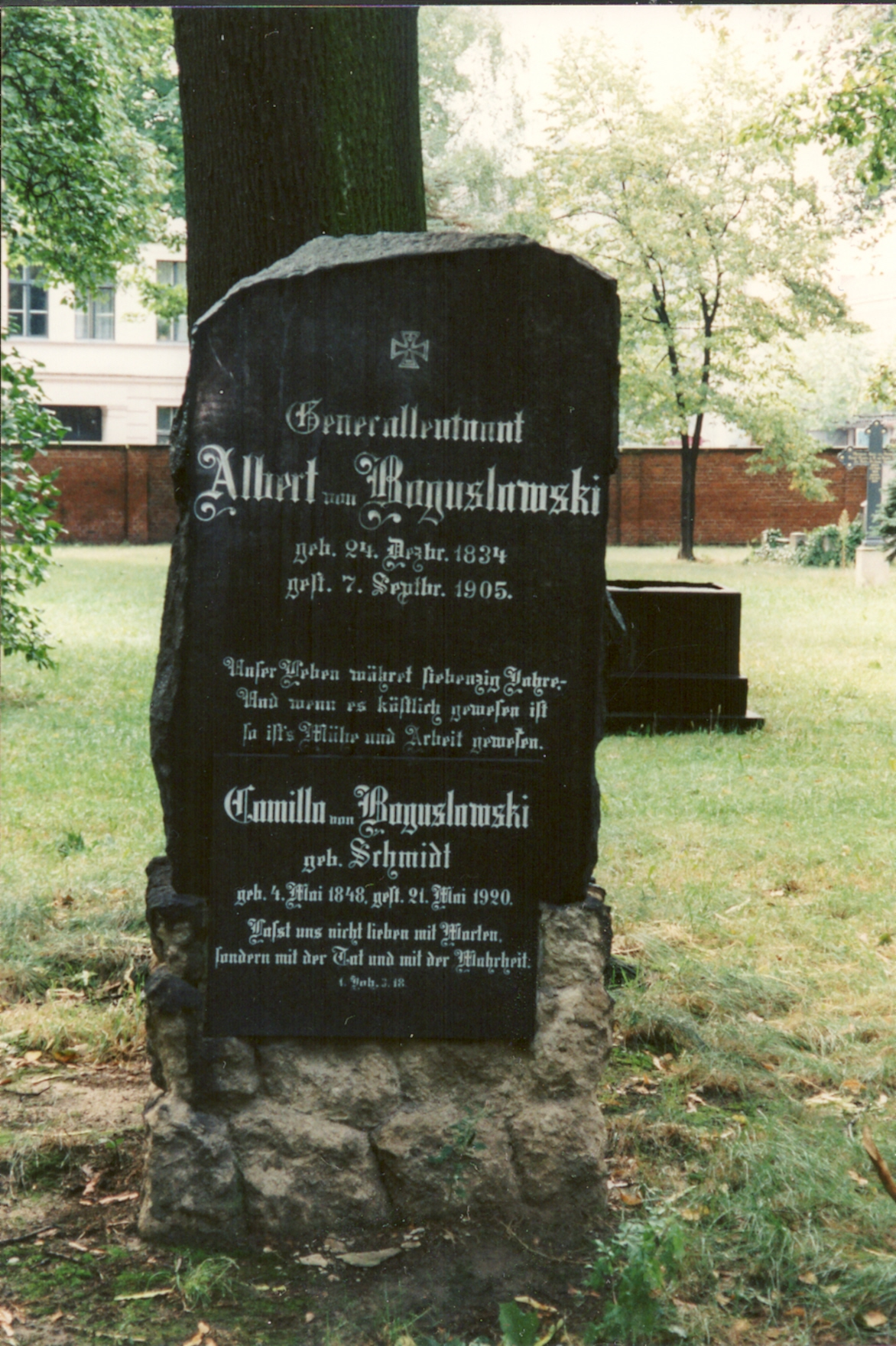
Grabmal Albert von Boguslawski auf dem Alten Garnisonfriedhof in Berlin-Mitte

Albert Karl Friedrich Wilhelm von Boguslawski  (* 24. Dezember 1834 in Berlin; † 7. September 1905 ebenda) war ein preußischer Generalleutnant und Militärschriftsteller.

## Leben

### Herkunft
Seine Eltern waren der Oberlandesgerichtspräsident Wilhelm von Boguslawski (1803–1874) und dessen Ehefrau Wassilissa, geborene Roedlich (1809–1894), eine Tochter des preußischen Generalmajors Hieronymus Roedlich. Der preußische Generalmajor Carl Andreas von Boguslawski war sein Onkel.

### Karriere
1852 trat er als Musketier in die Preußische Armee ein und kam in das 10. Grenadier-Regiment nach Posen, wurde 1854 Offizier und machte den Deutsch-Dänischen Krieg 1864, den Deutschen Krieg 1866 und den Deutsch-Französischen Krieg 1870/71 mit, den Letzteren als Kompaniechef im V. Armee-Korps. Er war dann Oberst und Kommandeur des Colbergschen Grenadier-Regiments (2. Pommersches) Nr. 9. Von 1888 bis 1890 war er als Generalmajor Kommandeur der 21. Infanterie-Brigade. 1891 schied er als Generalleutnant z.D. aus dem aktiven Dienst aus.
Als Militärschriftsteller wies Boguslawski auf die gefährdete Lage Deutschlands im Falle eines Zweifrontenkrieges hin. Seine Belletristik veröffentlichte er unter dem Pseudonym Friedrich Wernau. Er war befreundet mit dem Schriftsteller und Historiker Felix Dahn.
Sein Grab befindet sich auf dem Alten Garnisonfriedhof in Berlin an der Linienstraße.

### Familie
Er heiratete 1869 Camilla Schmidt (1848–1920), eine Verwandten des Baumeisters Carl von Gontard. Das Paar hatte fünf Kinder, von denen drei früh starben:
- Annemarie Wilhelmine Eva (* 1884)
- Heinrich Karl Andreas (* 1889), zuletzt deutscher Oberst

## Werke
- Die Entwickelung der Taktik von 1793 bis zur Gegenwart. Erstauflage im Jahr 1869 als einbändige Monographie. In der 2. Auflage (Berlin 1873–1878) wurde das Werk zur Buchreihe erweitert, indem die ursprünglich einbändige Monographie um die dreibändige Reihe Die Entwickelung der Taktik seit dem Kriege von 1870/71 ergänzt wurde. Die ursprünglich einbändige Monographie wurde so als Erster Teil und die ergänzende dreibändige Reihe als Zweiter Teil dieser Buchreihe bezeichnet. Digitalisate: Erster Teil (2. Auflage 1873), Zweiter Teil (=Die Entwickelung der Taktik seit dem Kriege von 1870/71. 3. Auflage. Berlin 1885.): Band 1, Band 2, Band 3, Ergänzungsschrift (Berlin, 1880): Die Hauptwaffe in Form und Wesen..
- Taktische Folgerungen aus dem Krieg 1870/71. 2. Auflage. Berlin 1872 (ins Englische, Italienische und Russische übersetzt). Digitalisat
- Bildung und Mannszucht. Berlin 1872. Digitalisat
- Ausbildung und Besichtigung oder Rekrutentrupp und Kompanie. 2. Auflage. Berlin 1883.
- Das Leben des Generals Dumouriez. Berlin 1879 (2 Bände). Band 1,Band 2
- Der kleine Krieg und seine Bedeutung für die Gegenwart. Berlin 1881.  Digitalisat
- Die Fechtweise aller Zeiten. Berlin 1882.
- Anlage, Leitung und Durchführung von Feldmanövern. Berlin 1883. Digitalisat
- Aus der preußischen Hof- und diplomatischen Gesellschaft. (Herausgeberschaft), Berlin 1885.
- Der Zug der Engländer gegen Kopenhagen im Frühjahr 1801, Digitalisat
- Die Nothwendigkeit der zweijährigen Dienstzeit, 1891, Digitalisat
- Der Ehrbegriff des Offizierstandes. Schall & Grund, Berlin 1896. Digitalisat
- Die Ehre und das Duell. 1. Auflage. Schall & Grund, Berlin 1896. (2., mit Berücks. d. neuesten Verordnung u. der jüngsten Vorgänge umgearb. Auflage. 1897 (Digitalisat)).
- Strategische Erörterungen betreffend die vom General von Schlichting vertretenen Grundsätze. Verlag von R. Eisenschmidt, Berlin 1901.